# Tricentrus camelloleifer
Tricentrus camelloleifer är en insektsart som beskrevs av Yuan och Xiaolong Cui. Tricentrus camelloleifer ingår i släktet Tricentrus och familjen hornstritar. Inga underarter finns listade i Catalogue of Life.